# Oligota longipennis
Oligota longipennis är en skalbaggsart som beskrevs av Blackburn 1885. Oligota longipennis ingår i släktet Oligota och familjen kortvingar. Inga underarter finns listade i Catalogue of Life.